# سيف الدين بالي
سيف الدين بالي هو مدرب المنتخب الوطني التونسي للسباحة بالزعانف.

## حياته ونشأته
سيف الدين بالي ناخب وطني ولد في تونس و درس المعهد العالي للرياضة والتربية البدنية بصفاقس وتحصل على الماجستير في التدريب و الإعداد البدني .
رغم أنه تحصل على بكالوريوس رياضيات في الثانوية إلا أنه إختار التوجه إلى الرياضة في الجامعة، تحصل على الإجازة في الرياضة و التربية البدنية و من ثم الماجستير في الإعداد البدني .

## مسيرته
بدء العمل في خطة معد بدني للمنتخب الوطني في سن صغير و قد ساعده إختصاصه في تقنيات تقوية العضلات في تحقيق إنجازات ملموسة تمثلت في تطوير مستوى العديد من السباحين في تونس كما أحدث تغيير و بصمة في شكل التدريبات بأسلوبه الجديد الذي تمثل في تخصيص حصص إعداد بدني في المسبح و إدماج تمارين تقوية العضلات في السباحة .
سنة 2022 تولى مقاليد تدريب الفريق الوطني و إستطاع خلال بضعة أشهر من تكوين نوات منتخب وطني تحصل على ميداليتين ذهبيتين و ثلاث برونزيات خلال الملتقى الدولي للناشئين بالمجر بالإضافة إلى ميداليتين خلال كأس العالم للسباحة بالزعانف إيطاليا 2023 . المصدر [ إذاعة إفم] .
ثم شارك في الألعاب المتوسطية الشاطئية التي أقيمت باليونان بمدينة هيراكليون سنة 2023 و قد أحرز على 3 ميداليات واحدة ذهبية و برونزيتين . المصدر إذاعة موزاييك
شارك في بطولة إفريقيا التي أقيمت بمصر في نوفمبر 2023 و أحرز على 3 ميداليات ذهبيتين و فضية و توج بكأس المرتبة الثانية إفريقيا .
شارك في البطولة العربية 2023 و أحرز على 3 ميداليات ذهبيتين و فضية و توج أيضا بكأس المرتبة الثانية عربيا . المصدر [ الموقع الرسمي لوزارة الرياضة]
في بداية سنة 2024 شارك في كأس العالم و تحصل على ميدالية برونزية .
ساهم في بروز عديد السباحين مثل يوسف النفاتي ( بطل متوسطي و إفريقي و عربي ) ، سارة بن أحمد ( بطلة متوسطية و أصغر متوجة في الألعاب المتوسطية و صاحبة أحسن ثالث توقيت في إختصاص 400 متر سباحة زعانف زوجية سنة 2023 ) .

## جوائز
في الحفل السنوي للجنة الأولمبية تم إختيار سيف الدين بالي ضمن أحسن 3 مدربين في تونس سنة 2023 .
تم تكريم المدرب الوطني سيف الدين بالي من وزير الشباب و الرياضة كمال دقيش بعد التتويجات التي حققها سنة 2023 .
تم تكريم المدرب سيف الدين بالي من الكونفيدرالية العالمية للغوص و الإنقاذ في حفل في مصر سنة 2023 .